# Гарсия Куэрва, Хорхе Игнасио
Хорхе Игнасио Гарсия Куэрва (исп. Jorge Ignacio García Cuerva; род. 12 апреля 1968, Рио-Гальегос, Аргентина) — аргентинский прелат. Титулярный епископ Лакубасы и вспомогательный епископ епархии Ломас-де-Саморы с 20 ноября 2017 по 3 ноября 2019. Епископ Рио-Гальегоса с 3 ноября 2019 по 26 мая 2023. Архиепископ Буэнос-Айреса с 26 мая 2023. Примас Аргентины с 26 мая 2023 по 22 июля 2024.